# 芬兰鲑鱼汤
芬兰鲑鱼汤（芬蘭語：lohikeitto），亦称芬兰三文鱼汤，是芬兰和其他北欧国家的一道常见菜肴，由鲑鱼片、土豆、胡萝卜和韭葱搭配而成。 可用新鲜莳萝、多香果粉、盐和黑胡椒调味。汤由奶油或全脂牛奶配成，使其成为具有奶油风味的巧达浓汤。